# ولی‌عصر کندر
ولی‌عصر کندر، روستایی از توابع بخش چاهک شهرستان خاتم در استان یزد ایران است.

## جمعیت
این روستا در دهستان چاهک قرار دارد و براساس سرشماری مرکز آمار ایران در سال ۱۳۸۵، جمعیت آن ۲۴۴ نفر (۵۸خانوار) بوده‌است.